# Never Say Never (canção de Justin Bieber)
"Never Say Never" é um single do cantor canadense Justin Bieber, que foi lançado como trilha sonora do filme The Karate Kid, com a participação do rapper Jaden Smith.

## Antecedentes
Um demo da música, "Sexy together", que foi originalmente gravado por Travis Garland, foi re-escrito por Bieber com seus escritores originais Adam Messinger, Nasri, Omarr Rambert e seu produtor vocal Kuk Harrell, enquanto Smith acrescentou as linhas. Zap2it preferiu a versão de Justin e Smith, comentando:
| “ | Não me admiro por ter ignorado esta versão. Você acha que uma música sobre sexo seria mais interessante do que uma canção sobre crianças pequenas fazendo Karate... Ou não. | ” |

Bieber sugeriu a publicação de um promo em seu Twitter, e também postar um vídeo que seria uma estreia antes de "Somebody to Love". A canção foi confirmada quando a lista de músicas da trilha sonora de Karate Kid foi publicada. Foi lançada no iTunes em 8 de junho de 2010.

## Crítica profissional
Amar Toor da AOL Radio Blog deu a música uma revisão positiva, chamando-a de uma "explosão de energia" afirmando: "Mesmo em uma trilha sonora com músicas de artistas como Lady Gaga, Jonh Mayer e Red Hot Chili Peppers, este single se destaca pois é a canção principal do filme." Toor também elogiou: "Bieber agora aparece com uma voz mais marcante." Monica Herrera da Billboard disse que as habilidades no rap de Jaden Smith poderiam se rivalizar com as habilidades de seu pai. O E! Online disse:
| “ | Enquanto alguns podem insistir que "Parents Just Don't Understand" é o melhor, nós pensamos que o grande Will poderia ser totalmente inferior ao rapper que Jaden Smith é. | ” |

Maria-Mercedes Lara do Celebuzz disse: "Não faço suposições com as circunstâncias em torno da aparência suspeita entre Jaden e Justin: o garoto é realmente muito bom." Lara também comentou que Justin "deveria ajudar a Jaden em sua ascensão como uma estrela." A Tiger Beat disse que ama a música por ela ter uma batida forte.

## Composição
"Never Say Never" é uma música pop e R&B, que também inclui um pouco de hip-hop. De acordo com a partitura publicada pela Sony, "Never Say Never" é definido em um tempo comum com noventa e seis batimentos por minuto, que é descrito como estável, não muito rápido. A canção segue a progressão de acordes em Am–C–G–D. Bieber é o principal na canção, enquanto Smith apoia com uma parte hip-hop. A canção é uma "pista de motivação", contendo uma letra inspiradora, tal como Justin cantando sobre uma vida cheia de adversidades, por meio de letras como:  "eu nunca pensei que eu poderia andar através do fogo. Eu nunca pensei que eu poderia aguentar a queimadura." Idolator pensou na música como uma versão mais amiga de "Lose Yourself", de Eminem. Os versos de Jaden fazem uma referência ao seu pai na frase "levantado pelo poder da vontade."  Ele também faz uma referência a sua origem dizendo: "Nascido a partir de duas estrelas para a lua e eu aterrissei na Terra, como ele é o filho de Will Smith e Jada Pinkett Smith, que são as estrelas de Hollywood." Smith também fala de Luke Skywalker e  Kobe Bryant na música.

## Desempenho nas paradas musicais
Em 17 de junho de 2010, a canção estreou no número trinta e três na Billboard Hot 100, impulsionando sua estreia em dezessete no Hot Digital Songs após 76 mil cópias vendidas. A canção se tornou a nona posição consecutiva de Justin no top 40 a ter um lançamento único regular ou digital como um artista principal. No Canadian Hot 100, teve uma estreia na posição de número onze. O single estreou em quarenta e cinco no Australian Singles Chart, e atingiu um pico de trinta e oito em sua segunda semana, enquanto que no New Zealand Singles Chart, estreou na posição de número vinte. A Recording Industry Association of New Zealand (RIANZ), certificou o single como ouro em 5 de junho de 2011, denota a venda de mais de 7.500 exemplares. No Norwegian Singles Chart, estreou em dezoito, e passou uma semana na parada. Estreando em setenta e cinco no Austrian Singles Chart, subiu para a posição de número quarenta e seis nas tabelas. Depois de passar quatro semanas nas paradas da Holanda, a canção atingiu o seu pico em setenta. No Ultratip e o Ultratop, atingiu picos de dois e cinco.

## Vídeo musical e performances ao vivo
O clipe de acompanhamento do single foi dirigido por Honey. O clipe da música acontece dentro de um estúdio, com Bieber e Smith cantando e as vezes brincando, intercalados com cenas do filme. Justin aparece usando uma jaqueta de motoqueiro. Algumas das cenas nos estúdios também incluem alguns movimentos de karate feitos por Justin e Jaden. O vídeo também mostra duas cenas de boxe e uma de Smith realizando movimentos de luta. Quase no final do clipe, Bieber aparece dando alguns "chutes voadores". O Wall Street Journal Online e o E! Online revisaram o vídeo e ambos perceberam o baixo valor de produção do clipe. Kyle Anderson da MTV News elogiou Bieber:
| “ | Ele chama a atenção, com um vídeo que apresenta cenas de combate, são cenas muito fortes, isso faz com que ele se junte a lista dos vídeos que tem a luta como uma ponto central. | ” |

Um escritor disse que ficou impressionado com os movimentos de Bieber e Smith. Um colunista da Tiger Beat disse: "O vídeo é tão bonito, que amamos como Justin e Jaden ficam bobos no final."
Bieber cantou a música em 4 de junho de 2010 no The Today Show, junto com "Baby", "Somebody to Love" e "One Time". A música fez parte do repertório da My World Tour. Em 31 de agosto de 2010, Smith cantou a canção junto de Bieber no Madison Square Garden em Nova Iorque para cenas do primeiro filme em  3D de Justin.
Para promover seu álbum, My Worlds Acoustic, Justin lançou o videoclipe da versão acústica da canção. O vídeo estreou durante o 2010 World Series. No vídeo, Bieber está no meio de um campo de Baseball, usando um boné dos San Francisco Giants e uma jaqueta dos Texas Ragers. Cenas de Bieber cantando são intercaladas por jogadores batendo bola, e Bieber tocando violão. Em uma entrevista, Justin disse que fez o vídeo inspirado por seu amor aos esportes.

## Paradas musicais
| País/Parada (2010)                 | Melhor posição |
| ---------------------------------- | -------------- |
| Austrália - ARIA Charts            | 17             |
| Áustria - Ö3 Austria Top 75        | 36             |
| Alemanha - Ultratop 50             | 26             |
| Alemanha - Ultratop 40             | 31             |
| Brasil - Brasil Hot 100 Airplay    | 5              |
| Canadá - Canadian Hot 100          | 11             |
| República Checa - IFPI             | 57             |
| França - SNEP                      | 93             |
| Irlanda - Irish Singles Chart      | 40             |
| Holanda - Mega Single Top 100      | 70             |
| Nova Zelândia - RIANZ              | 20             |
| Noruega - VG-lista                 | 18             |
| Reino Unido - UK Singles Chart     | 34             |
| Estados Unidos - Billboard Hot 100 | 8              |
| Estados Unidos - Pop Songs         | 34             |

| País           | Associação | Certificação | Vendas     |
| -------------- | ---------- | ------------ | ---------- |
| Austrália      | ARIA       | Platina      | 70.000+    |
| Estados Unidos | ARIA       | Platina      | 1.000.000+ |
| Nova Zelândia  | RIANZ      | Ouro         | 15.000+    |

## Histórico de lançamento

### Lançamento nas rádios
| País           | Data                  | Formato    |
| -------------- | --------------------- | ---------- |
| Estados Unidos | 25 de Janeiro de 2011 | Mainstream |
| Estados Unidos | 25 de Janeiro de 2011 | Rhythmic   |

### Lançamento
| País           | Data                  | Formato          |
| -------------- | --------------------- | ---------------- |
| Estados Unidos | 8 de Junho de 2010    | Download digital |
| Estados Unidos | 25 de Janeiro de 2011 | Download digital |